# 中華そば琴の

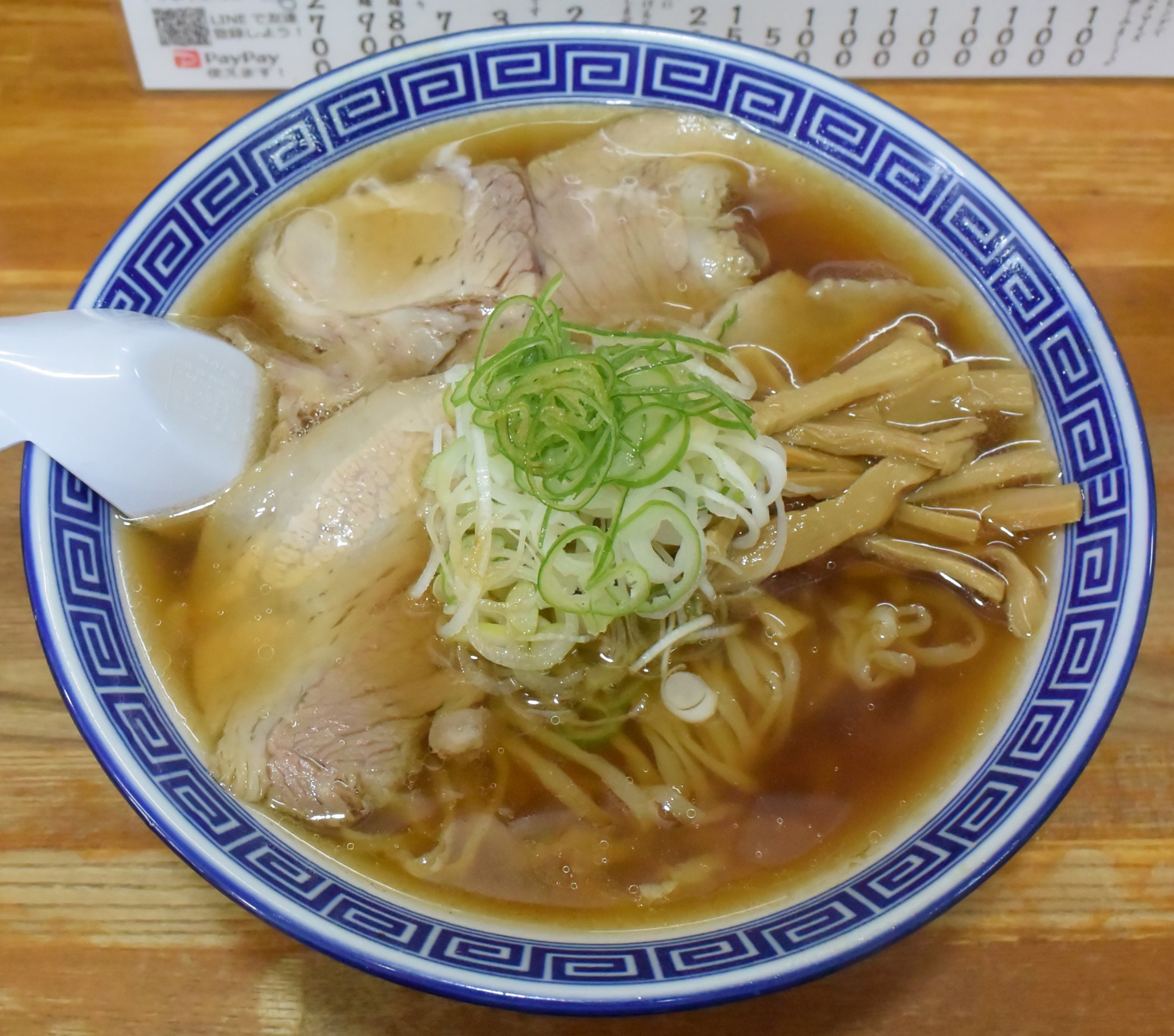
中華そば琴の・中華そば あっさり

中華そば琴の（ちゅうかそばこんの）は、山形県鶴岡市羽黒町:56で中華そばなどを提供しているラーメン店:63。2015年6月、今野直樹により創業。

## 沿革
今野は羽黒町出身。高校卒業後、電気会社に就職:31:53。ラーメンが好きで週末になると妻と共に近場である山形県のラーメン店を中心に食べ歩き、ブログなどで発信:53していた。そのような中、琴平荘（鶴岡市三瀬）の店主である掛神淳とつながりが出来る。19年間にわたりサラリーマン生活を送っていたが、第二の人生のことを考えていたこと、掛神の親戚が経営していた:11食堂が閉店することになったことなどから、この場所でラーメン屋をやってみたいと一念発起。円満退職後、琴平荘に入門し、修行を開始:26。その後、2015年6月にのれん分けを受け中華そば琴のを創業し、現在に至る。

## 特徴
- スープのベースは丸鶏と豚肉と煮干し[注 4][3]:11[4]:7[5]:31[7]:53[6]。中華そばは「あっさり」と鶏豚魚介の香味油が入る「こってり」から選べる[4]:7[5]:31[14]:26[6]。琴平荘と完全に同じではなく、日々調整を行っている[6]。その他、限定メニューあり[17][6]。
- 醤油ダレは野沢食品工業（新潟県村上市）[18]が作る木桶仕込醤油[19]を使用している[5]:31。
- 麺は瑞穂食品工業（京都府京都市、屋号：麺屋棣鄂）製[3]:11[4]:7[5]:31[7]:53[15][6][20]。定番は、中細、平打、縮れ[15]の多加水麺（加水率50％以上）のため、軽く手もみしてから一気に40秒で茹で上げる[3]:10[4]:7[5]:31[6]。麺の断面が「Y字」でスープが絡みやすい「ウィング麺」[注 5][21]という麺屋棣鄂オリジナルのストレートの太麺も使用している[4]:7[5]:31[7]:53[6]。
- 庄内豚のチャーシュー[7]:52と羽黒町産のはえぬき米を使用した「ニグメし」が提供されている[7]:53[6]。

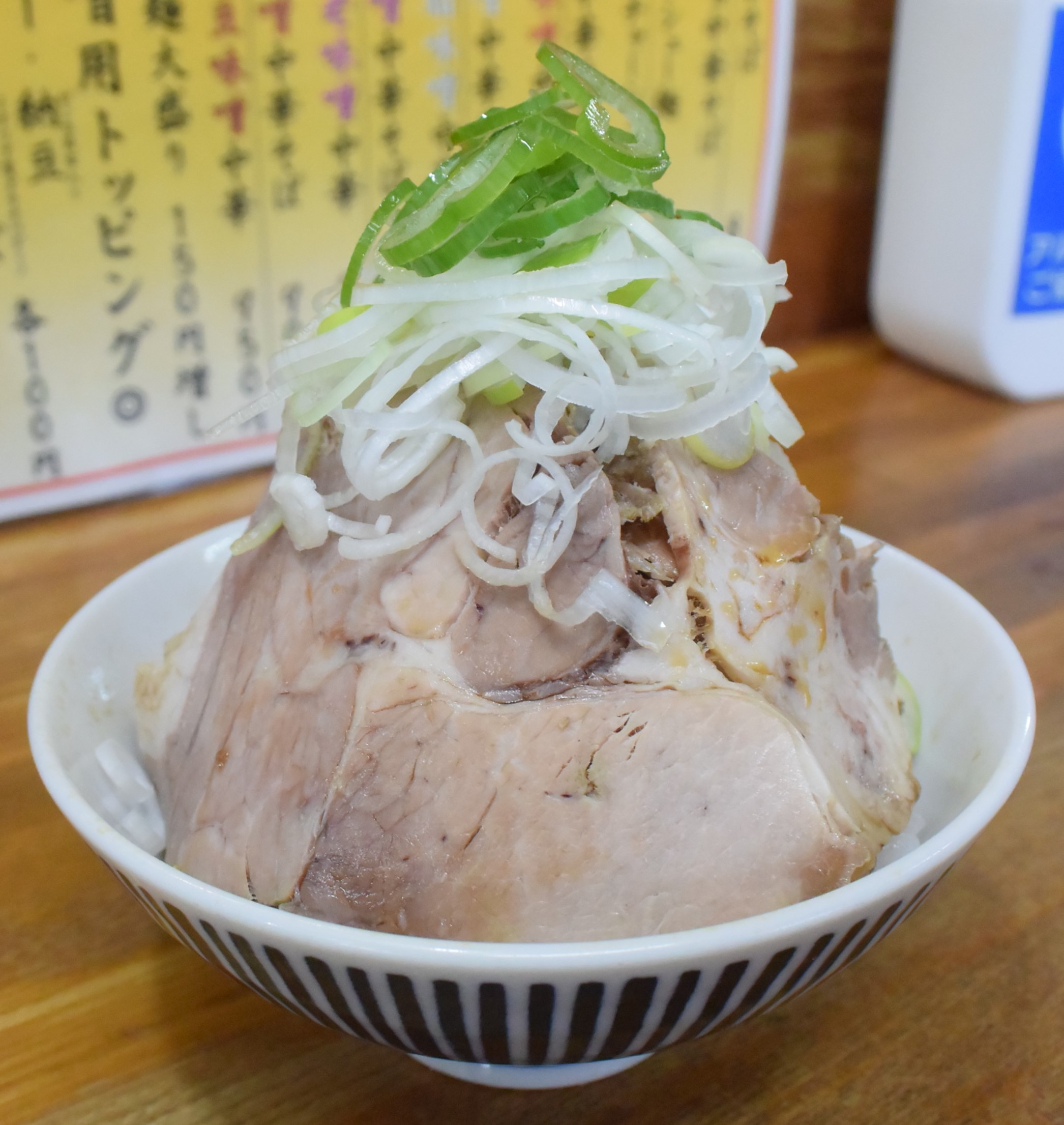
中華そば琴の・ニグめし

- 受賞歴としては、「ラーメンwalkerグランプリ2016」で山形新店部門第1位[4]:7、SARAHが主催する「JAPAN MENU AWARD 2019」の「東北」「ラーメン淡麗」部門で星2つを受賞[22]など。

## メディア
- 2015年7月 - 昼ドキ！TVやまがたチョイすやまがたラーメン道[23][注 6]
- 2016年3月 - <2016年>われらラーメン王国 黄金世代！山形ルーキーズ[25]
- 2016年11月 - OH！バンデス-WAZA-MEN-[26]
- 2019年2月 - やまがたラーメン道GP県民投票で決める人気No.1店[27]
- 2020年1月 - 山形ラーメン最前線～マニア食べ歩きを大追跡～[28]
- 2020年7月 - やまがた応援宣言35市町村ラーメンMAPランキング[29]